# Dionysius I av Portugal
Dionysius I av Portugal (portugisiska: Dinis eller Diniz, uttalas [ diˈniʃ ]), född 9 oktober 1261, död 7 januari 1325, var monark (kung) av Portugal.

## Biografi
Dionysius I var äldste son till Alfons III av Portugal och dennes tredje hustru Beatrice av Kastilien (i sin tur utomäktenskaplig dotter till Alfonso X av Kastilien) och efterträdde sin far som kung 1279.
Som tronarvinge fick Infante Dinis (prins Dionysius) vara med och dela regeringsansvaret med sin far Alfons. När han övertog tronen var Portugal återigen i diplomatisk konflikt med den katolska kyrkan. Dionysius skrev på ett avtal med påven och svor att skydda kyrkans intressen i Portugal. Han gav också asyl åt tempelriddare som förföljts i Frankrike, och grundade Kristi Orden (Real Ordem dos Cavaleiros de Nosso Senhor Jesus Cristo), avsedd att vara en förlängning av Tempelherreorden och därmed bevara tempelriddarnas egendomar under kyrkans makt snarare än att de skulle gå till kronan.
Med Reconquista (återerövringen av Iberiska halvön från morerna) avklarad och Portugal befriat var Dionysius i huvudsak en administrativ, snarare än militär, monark. Ett kort krig bröt dock ut med Kastilien, där striden stod om herraväldet över städerna Serpa och Moura. Efter detta undvek Dionysius krig; han var en anmärkningsvärt fredsälskande monark under en stormig tid i Europas historia. När Portugal slutligen av grannarna erkändes som ett självständigt rike undertecknades ett gränstraktat med Ferdinand IV av Kastilien, som står sig än idag.

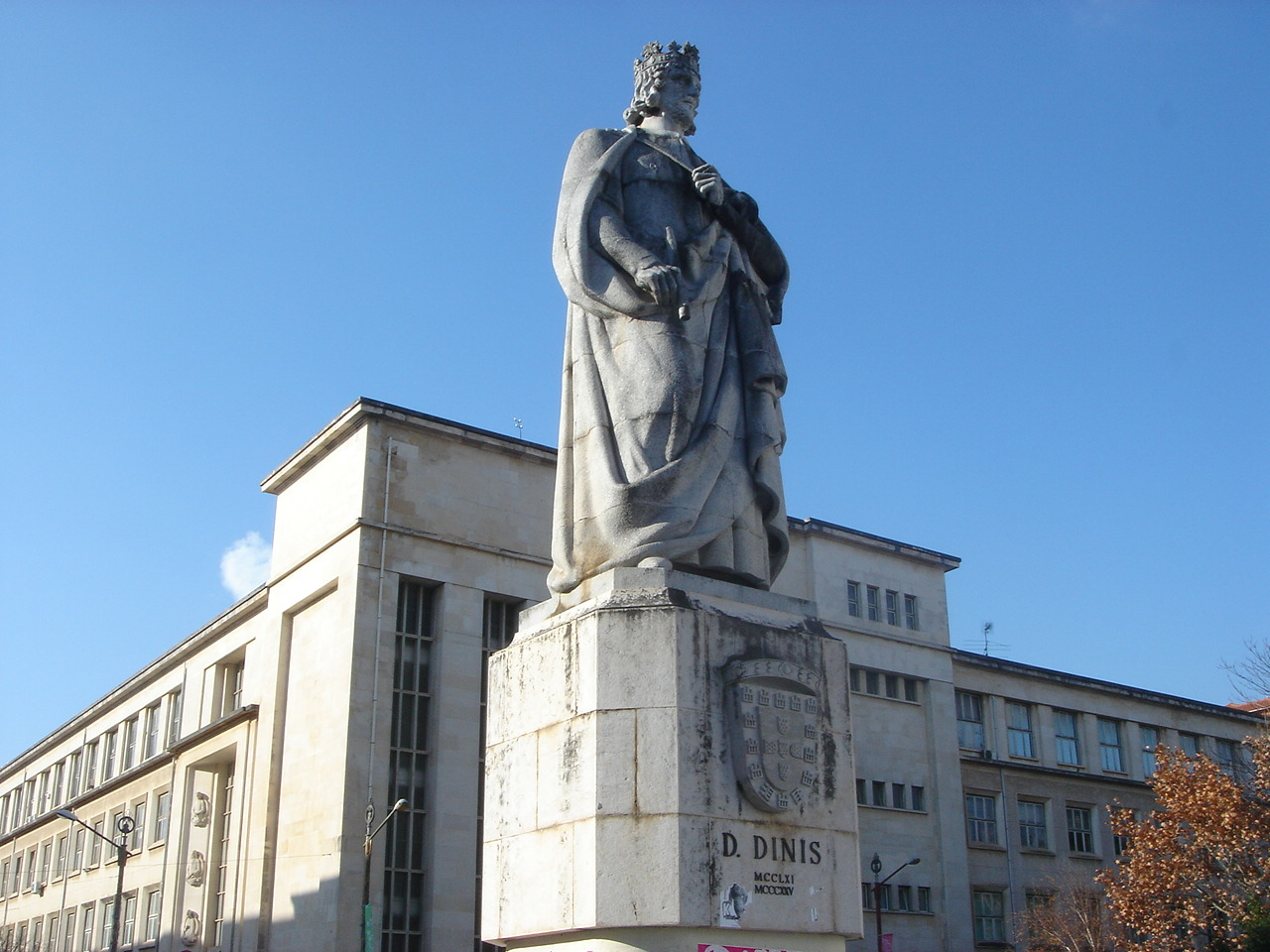
Kung Dionysius staty vid Coimbras universitet.

Dionysius tog som sin främsta uppgift att organisera riket. Han fortsatte sin fars politik med lagstiftning och centralisering av makten. Dionysius utfärdade kärnan i de portugisiska civilrätts- och brottmålsbalkarna, som skulle skydda de lägre klasserna från missförhållanden och rofferi. Han reste runt i landet och tillrättalade orättvisor och löste problem. Han lät bygga många borgar, grundade nya orter och utfärdade stadsprivilegier. År 1290 kungjorde han att "folkets språk" skulle vara officiellt språk och kallas portugisiska. Portugisiska blev också det språk som skulle användas i domstolar. Tillsammans med sin gemål, Elisabet av Portugal, arbetade han för att förbättra livet för de fattiga och grundade flera sociala institutioner.
Han hade intresse för landets infrastruktur, beordrade prospektering av fyndigheter av koppar, silver, tenn och järn och organiserade export av överskottet till andra länder i Europa. Det första handelsavtalet slöts med England 1308. Han grundade också i praktiken den portugisiska flottan, under befäl av en genuesisk amiral, Micer Manuel Pessanha, och beordrade byggande av flera skeppsvarv.
Ett annat intresseområde var utveckling och gynnande av landsbygdens infrastruktur, vilket förtjänade honom smeknamnet "bondekungen" (Rei Lavrador). Han omfördelade mark, gynnade lantbruket, organiserade bondegemenskaper och hade aktivt intresse för export. Han instiftade återkommande marknader i flera städer. En av hans större bedrifter var att skydda jordbruksmark från sand från havet genom att låta plantera en barrträdsskog i närheten av Leiria. Skogen är än idag en av de viktigaste i Portugal och går under namnet Pinhal de Leiria (Leiria barrskog).
Även kultur var ett intresseområde. Han uppskattade litteratur och skrev själv flera böcker, där ämnena varierade från administration till jakt, vetenskap och poesi. Under hans tid var Lissabon ett av Europas centra för kultur och vetenskap. Med dekretet Magna Charta Priveligiorum grundade han universitet i Lissabon (idag universitet i Coimbra). Han var också trubadur — inalles 137 av hans sånger (mer än av någon annan poet), komponerade i de tre huvudsakliga galisisk-portugisiska genrerna, har bevarats i två 1500-talsmanuskript: Cancioneiro da Biblioteca Nacional och Cancioneiro da Vaticana.
Den senare delen av hans fridfulla regeringstid präglades ändå av interna stridigheter. Kontrahenterna var hans två söner, Alfonso, den legitime arvingen, och dennes halvbror Alfonso Sanches.
När Dionysius dog hade han lyckats befästa Portugal som en jämbördig makt bland de övriga iberiska kungadömena. Dionysius ligger begraven i Sankt Dionysius kloster i Odivelas (Mosteiro de São Dinis), ett cistercienserkloster han lät grunda 1295.